# Calbindine

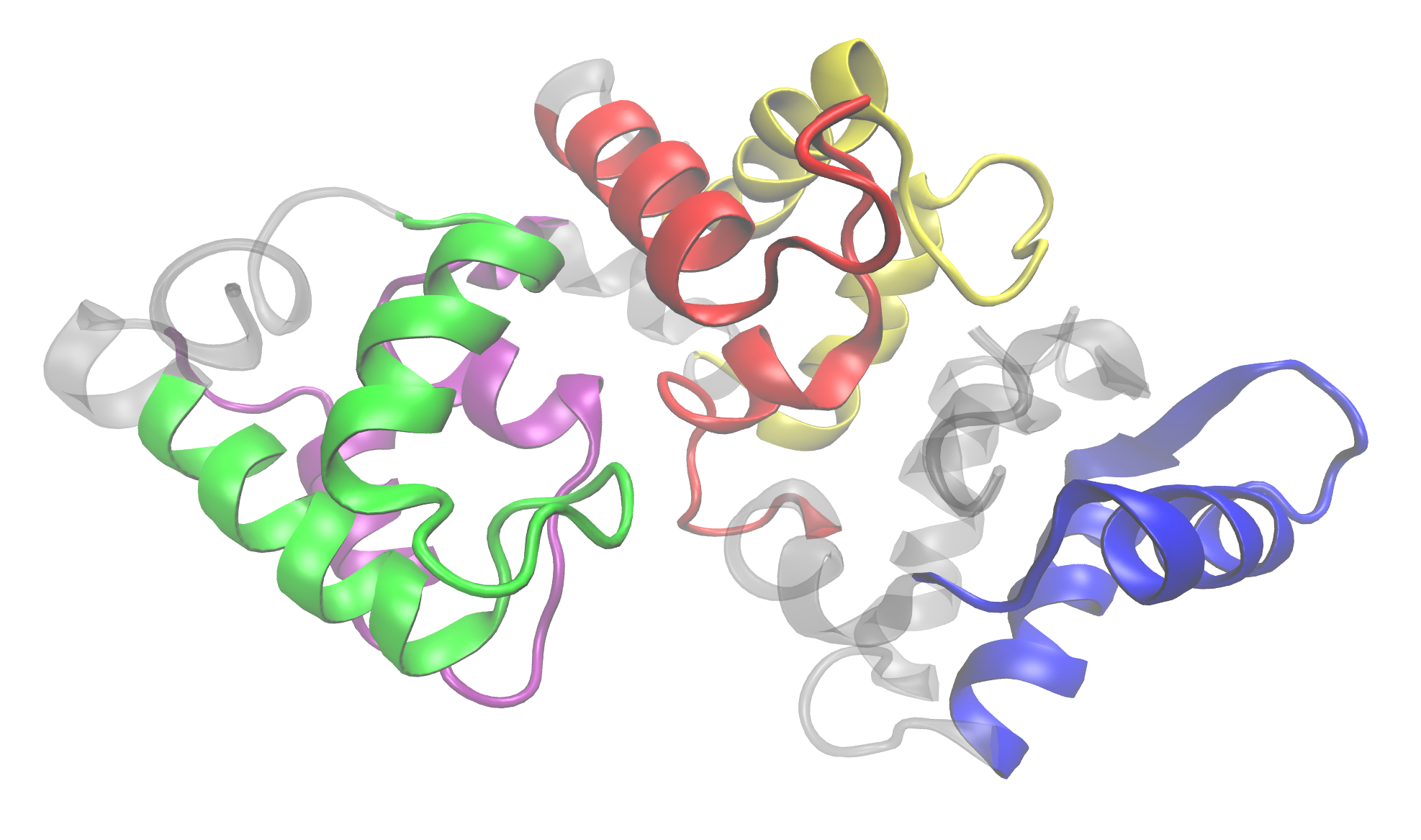
Structure ternaire de la calbindine

La calbindine (CALB) (plus précisément, calbindine-D(28k)) est une protéine, liant le calcium. Elle agit en tant que protéine de transport (de). Elle se trouve, chez l'homme, dans les intestins, les reins, les îlots de Langerhans et le cerveau. On ne sait pas encore si la calbindine possède un autre  rôle que celui de solution tampon du calcium. La calbindine est codée par le gène CALB1.
L'expression de calbindine dans l'intestin peut être augmentée chez les poules (Gallus gallus) en leur donnant de la vitamine D. En revanche, l'expression dans le cerveau ne dépend pas du taux de vitamine D: elle est notamment associée aux interneurones et aux cellules de Purkinje. Par conséquent, on utilise tests immunologiques à base de calbindine pour marquer ces cellules. Chez le rat, l'expression de calbindine dans le cerveau dépend d'hormones stéroïdiennes, en particulier chez les femelles,,.
La molécule a quatre sites de liaison pour le calcium, et peut, par conséquent, transporter autant d'ions. Elle comprend cinq mains-EF.